# Clítias
Clítias (em grego: Κλειτίας) foi um antigo pintor de vasos ateniense do estilo de figuras negras que floresceu c. 570-560 a.C. A obra mais célebre de Clítias hoje é o Vaso François (c. 570 a.C.), que tem mais de duzentas figuras em seus seis frisos. Inscrições pintadas em quatro potes e um suporte de cerâmica nomeiam Clítias como seu pintor e Ergótimo como seu oleiro, mostrando a estreita colaboração dos artesãos. Uma variedade de outros fragmentos foram atribuídos a ele em uma base estilística.